# 开心超人2：启源星之战
《开心超人2：启源星之战》（英語：Happy Heroes 2），又名《开心超人大电影2》，是中国动画《开心宝贝》的第二部电影版，由广东明星创意动画公司出品，于2014年7月18日在中国大陆公映。

## 剧情简介
团圆节前夕，开心超人和他的四个小伙伴一起参加了星星球超人比赛，而大大怪和小小怪也如期出来破坏。比赛过程中，其他四超人和小小怪以及其他所有参赛的超人都离奇失踪，只剩下开心超人、大大怪以及张郎。为了救出失踪的伙伴和小小怪，开心超人、大大怪以及张郎一起踏上了冒险之旅。在冒险过程中，三人遇到了一班逃离现实而隐居的可爱的迷你超人，救下了被反派爪牙绑架的宅博士，发现了一个神秘的博物馆……冒险路上谜团越来越多，开心超人逐一解开这些谜团知道了幕后反派的惊天阴谋，并在宅博士，迷你超人们，大大怪和小小怪的帮助下，救出了大家。并且摧毁了反派的疯狂计划，再一次拯救了世界。

## 角色列表
| 角色                  | 普通话（國語）配音 | 广东话（粤語）配音 | 备注 |
| 开心超人              | 刘红韵             | 郭德欣             |      |
| 张郎                  | 祖丽晴             | 黄珊珊             |      |
| 大大怪                | 高全胜             | 张敬               |      |
| 宅博士                | 鄧玉婷             | 佘宝萍             |      |
| 小小怪                | 严彦子             | 佘宝萍             |      |
| 甜心超人              | 鄧玉婷             | 黄丽平             |      |
| 花心超人              | 严彦子             | 黄丽平             |      |
| 粗心超人              | 祖丽晴             | 佘宝萍             |      |
| 小心超人              | 刘红韵             | 黄珊珊             |      |
| 桃子姐姐              | 祖丽晴             | 郭德欣             |      |
| 灯泡老板              | 李团               | 张键               |      |
| 闪电超人              | 小宝               | 张敬               |      |
| 火焰超人              | 何超               | 郭德欣             |      |
| 绿灯超人              | 何超               | 张敬               |      |
| 广告超人 （邪恶超人） | 张琳               | 张键               |      |
| 编剧超人              | 黄伟明             | 黄伟明             |      |
| 宅在佳                | 张琳               | 张敬               |      |

## 电影歌曲
- 片头曲：《开心往前飞》。
- 片尾曲：《跳起来》、《我的存在》。
- 插曲：《Evil Eyes》、《夢想之地》。